# Grande Prêmio da Grã-Bretanha de 1988
Resultados do Grande Prêmio da Grã-Bretanha de Fórmula 1 realizado em Silverstone em 10 de julho de 1988. Oitava etapa do campeonato, foi vencido pelo brasileiro Ayrton Senna, da McLaren-Honda, com Nigel Mansell em segundo pela Williams-Judd e Alessandro Nannini em terceiro pela Benetton-Ford.

## Resumo

### Alerta vermelho no circo
Habituada a dominar a Fórmula 1 ao seu bel prazer, a McLaren foi surpreendida na sexta-feira quando Michele Alboreto e Gerhard Berger ocuparam a primeira fila do grid provisório deixando Ayrton Senna e Alain Prost para trás enquanto a March festejava o quinto lugar de Maurício Gugelmin enquanto Derek Warwick capturou o sexto lugar com sua Arrows equipada com o motor BMW M12, ora chamado Megatron. Para os leigos, o fato de Alboreto ter ido à pista antes da chuva que caiu no terço final do treino, determinou o sucesso de sua estratégia impedindo os rivais de replicá-la. Entrementes, a equipe italiana trazia nos carros as soluções aerodinâmicas de John Barnard nos aerofólios, na suspensão e no chassis, fatores a serem considerados na análise da melhoria dos carros vermelhos.
Enquanto as equipes mexiam nos carros para o dia seguinte, o tricampeão Jackie Stewart sentiu-se à vontade para asseverar que Nelson Piquet assinou com a Williams mediante a contratação de Nigel Mansell pela Ferrari para disputar o mundial de 1989, mas ao final da corrida, a Williams anunciou a contratação de Thierry Boutsen. Quanto ao certame em curso, o britânico apostou em Alain Prost como o campeão de 1988, cabendo a Ayrton Senna o título do ano seguinte. "Senna tem um carro igual, mas Prost leva a vantagem de conhecer a McLaren há mais tempo". Quando o sábado chegou, a Ferrari manteve-se impávida e seus pilotos fulminaram os tempos da véspera, mas sob circunstâncias distintasː Alboreto detinha o melhor tempo faltando cinco minutos para o final do treino e Berger alternou-se entre o carro titular e o reserva cravando o melhor tempo no final da sessão, marcando o retorno da Ferrari a uma primeira fila completa desde o Grande Prêmio da Bélgica de 1984 e encerrando um jejum de poles iniciado por Berger e pelo time no Grande Prêmio da Austrália de 1987. Nas duas filas seguintes estavam os carros da McLaren e da March, com Ayrton Senna na frente de Alain Prost e Maurício Gugelmin adiante de Ivan Capelli.
Quando chegou a Silverstone, a McLaren esperava que o novo sistema de refrigeração melhorasse o rendimento da equipe, mas a súbita ascensão da Ferrari na sexta-feira obrigou o time alvirrubro a mudar os planos, porém outros imprevistos aconteceramː Ayrton Senna teve um problema de motor antes do treino oficial de sábado e o conserto atrasou sua chegada na pista e quando o fez rodou na curva Stowe em 360 graus desgastando os pneus enquanto Alain Prost queixou-se do tráfego. Entre um instante e outro, Michele Alboreto baixou por duas vezes seu tempo de sexta-feira, contudo a pole coube a Gerhard Berger, o qual superou seu companheiro de equipe também por duas vezes enquanto Ayrton Senna tomou o terceiro lugar de Alain Prost mesmo rodando mais uma vez na Stowe antes de sua tentativa final.

### Senna vence sob chuva
Uma chuva fina caiu em Silverstone na manhã de domingo e a persistência da mesma ao longo das horas obrigou as equipes a ajustar seus bólidos para correr em pista molhada, ou melhor, encharcada, como as poças d'água evidenciavam a olhos vistos. Quando as luzes vermelhas foram apagadas, a Ferrari de Gerhard Berger manteve a liderança, todavia a presença de Michele Alboreto não lhe serviu de escudo, pois o italiano caiu para o terceiro lugar ao ser ultrapassado por Ayrton Senna enquanto Maurício Gugelmin e Ivan Capelli colocavam os carros da March na zona de pontuação, completada pela Benetton de Alessandro Nanini. Avesso a corridas sob chuva, Alain Prost foi uma hesitante caricatura de si mesmo no asfalto escorregadio, pois ao final da primeira volta estava em décimo primeiro enquanto Berger forçava o ritmo para fugir de Senna e este, sem a visibilidade ideal, permaneceu atrás do austríaco durante treze voltas. Nesse interregno, Prost caiu para décimo sexto no momento em que a Dallara de Alex Caffi o superou.
Gerhard Berger e Ayrton Senna ponteavam a corrida e logo alcançaram os retardatários e nisso os dois líderes estavam próximos da McLaren de Alain Prost e da EuroBrun de Stefano Modena na décima quarta passagem. Neste momento, Senna viveu o momento mais tenso da corrida por conta do spray jogado sobre ele pelos carros à sua frente, impedindo uma aproximação mais segura sobre os carros a serem ultrapassados e nisso quase ocorreu um choque entre os carros da McLaren. Após o susto, o vice-líder do campeonato notou que Gerhard Berger abriu demais na freada da chicane Woodcote e assim tomou o primeiro lugar na corrida após quatorze voltas. "Tive a impressão de que o Berger errou uma marcha naquele ponto. Quando percebi que ele ia entrar na curva atrás de Alain, joguei por dentro. Foi perigoso porque, com toda a nuvem de água levantada pelos carros, o Alain não tinha como me ver atrás dele. Acho que só me viu quando eu estava ao seu lado. Chegamos bem perto de um choque", descreveu Senna após a corrida.
Livre de três obstáculos num mesmo instante, Ayrton Senna liderava a corrida com certa vantagem sobre Gerhard Berger e Michele Alboreto enquanto Maurício Gugelmin pouco resistiu às ultrapassagens de Alessandro Nanini e Nigel Mansell, caindo para o sexto lugar devido ao equilíbrio ruim dos freios e aos problemas com os retardatários. Com o melhor rendimento naquele instante da prova, Nanini alcançou Alboreto e ao tentar ultrapassá-lo na vigésima primeira volta, foi seguido por Mansell e assim os três carros rasgaram a reta lado a lado. Pior para Nanini, o qual desacelerou para não bater nos rivais e rodou caindo para quinto enquanto Mansell tomou o terceiro lugar de Alboreto.
Uma volta atrás de seu companheiro de equipe, Alain Prost tomou uma decisão inesperada ao abandonar a corrida no vigésimo quarto giro para desgosto de Ron Dennis, cujo cenho fechado demonstrava o seu mau humor. Alegando problemas de câmbio e falta de equilíbrio no chassis, Prost foi tachado de "covarde" de modo reservado por integrantes da McLaren, mas ele defendeu sua atitude de modo enfáticoː "Não quis correr riscos. Qualquer um faz o que quer com seu carro e com sua vida. Hoje decidi parar e voar de volta para casa. Este é o privilégio de um campeão que está na frente da tabela. Posso também ter perdido o campeonato hoje. Veremos...", disse o bicampeão mundial. Dentre os que ficaram na pista, Alessandro Nanini tentou ultrapassar Nigel Mansell na trigésima volta, mas errou a freada, rodou e foi parar na grama. A essa altura os temores quanto ao consumo de combustível vieram à tona, e nisso a Ferrari sucumbiu aos rivaisː Alboreto a partir da volta trinta e dois e Berger a partir da cinquenta. Pouco antes disso, Nigel Mansell fez a melhor volta da corrida graças ao bom rendimento da Williams em pista molhada e tomou o segundo lugar do austríaco na reta anterior da chicane.
Faltando quatorze voltas para o encerramento da corrida, o trio de líderes foi estabelecido nas pessoas de Ayrton Senna, Nigel Mansell e Alessandro Nanini, enquanto Nelson Piquet e Maurício Gugelmin firmaram-se na zona de pontuação ao superarem Gerhard Berger, cujo ritmo alucinante no início da prova cobrava o seu preço. Destes, o mais cauteloso foi Senna, que diminuiu seu ritmo permitindo que Mansell reduzisse um minuto de desvantagem para menos de vinte e cinco segundos. Na volta final a velocidade da McLaren foi baixa a ponto de formar uma fila atrás do piloto brasileiro e nisso Derek Warwick ultrapassou Gerhard Berger e terminou em sexto, enquanto Eddie Cheever e Riccardo Patrese derrubaram o austríaco da Ferrari para o nono lugar enquanto Ayrton Senna comemorava a décima vitória de sua carreira e a quarta vitória no ano.
Ao conquistar sua única vitória no Grande Prêmio da Grã-Bretanha, Ayrton Senna atingiu 48 pontos reduzindo para seis a sua desvantagem em relação a Alain Prost, com 54 pontos, firmando a McLaren no topo do mundial de construtores com 102 pontos. Em segundo lugar, Nigel Mansell conseguiu o primeiro pódio e os primeiros pontos dele e da Williams em 1988, assim como a Benetton celebrava o primeiro pódio de Alessandro Nannini. Em quarto, Maurício Gugelmin marcou seus primeiros pontos para a satisfação da March, tendo Nelson Piquet em quinto com a Lotus e Derek Warwick salvando os brios da Arrows ao terminar em sexto. Com esses resultados, três brasileiros pontuaram numa mesma corrida de Fórmula 1 pela primeira vez desde o longínquo Grande Prêmio da Alemanha de 1973.

## Classificação

### Pré-classificação
| Pos. | Nº | Piloto            | Construtor    | Tempo    | Dif.    |
| ---- | -- | ----------------- | ------------- | -------- | ------- |
| 1    | 22 | Andrea de Cesaris | Rial-Ford     | 1:14.123 | —       |
| 2    | 36 | Alex Caffi        | Dallara-Ford  | 1:15.657 | + 1.534 |
| 3    | 33 | Stefano Modena    | EuroBrun-Ford | 1:15.802 | + 1.679 |
| 4    | 32 | Oscar Larrauri    | EuroBrun-Ford | 1:15.836 | + 1.713 |
| DNPQ | 31 | Gabriele Tarquini | Coloni-Ford   | 1:17.028 | + 1.905 |

### Treinos oficiais
| Pos.   | Nº | Piloto             | Construtor      | Q1       | Q2       | Grid    |
| ------ | -- | ------------------ | --------------- | -------- | -------- | ------- |
| 1      | 28 | Gerhard Berger     | Ferrari         | 1:10.746 | 1:10.133 | —       |
| 2      | 27 | Michele Alboreto   | Ferrari         | 1:10.669 | 1:10.332 | + 0.199 |
| 3      | 12 | Ayrton Senna       | McLaren-Honda   | 1:10.787 | 1:10.616 | + 0.483 |
| 4      | 11 | Alain Prost        | McLaren-Honda   | 1:11.550 | 1:10.736 | + 0.603 |
| 5      | 15 | Maurício Gugelmin  | March-Judd      | 1:11.766 | 1:11.745 | + 1.612 |
| 6      | 16 | Ivan Capelli       | March-Judd      | 1:13.030 | 1:12.006 | + 1.873 |
| 7      | 1  | Nelson Piquet      | Lotus-Honda     | 1:13.166 | 1:12.040 | + 1.907 |
| 8      | 19 | Alessandro Nannini | Benetton-Ford   | 1:13.400 | 1:12.737 | + 2.604 |
| 9      | 17 | Derek Warwick      | Arrows-Megatron | 1:12.843 | 1:13.287 | + 2.710 |
| 10     | 2  | Satoru Nakajima    | Lotus-Honda     | 1:13.192 | 1:12.862 | + 2.729 |
| 11     | 5  | Nigel Mansell      | Williams-Judd   | 1:14.192 | 1:12.865 | + 2.732 |
| 12     | 20 | Thierry Boutsen    | Benetton-Ford   | 1:12.960 | 1:12.986 | + 2.827 |
| 13     | 18 | Eddie Cheever      | Arrows-Megatron | 1:14.247 | 1:12.984 | + 2.851 |
| 14     | 22 | Andrea de Cesaris  | Rial-Ford       | 1:13.910 | 1:13.438 | + 3.305 |
| 15     | 6  | Riccardo Patrese   | Williams-Judd   | 1:31.541 | 1:13.677 | + 3.544 |
| 16     | 14 | Philippe Streiff   | AGS-Ford        | 1:15.272 | 1:14.260 | + 4.127 |
| 17     | 3  | Jonathan Palmer    | Tyrrell-Ford    | 1:16.607 | 1:14.451 | + 4.318 |
| 18     | 24 | Luis Pérez-Sala    | Minardi-Ford    | 1:15.590 | 1:14.643 | + 4.510 |
| 19     | 23 | Pierluigi Martini  | Minardi-Ford    | 1:14.732 | 1:14.832 | + 4.599 |
| 20     | 33 | Stefano Modena     | EuroBrun-Ford   | 1:17.889 | 1:14.888 | + 4.755 |
| 21     | 36 | Alex Caffi         | Dallara-Ford    | 1:15.779 | 1:14.924 | + 4.791 |
| 22     | 30 | Philippe Alliot    | Lola-Ford       | 1:15.635 | 1:14.992 | + 4.859 |
| 23     | 29 | Yannick Dalmas     | Lola-Ford       | 1:16.014 | 1:15.004 | + 4.871 |
| 24     | 4  | Julian Bailey      | Tyrrell-Ford    | 1:16.249 | 1:15.135 | + 5.002 |
| 25     | 25 | René Arnoux        | Ligier-Judd     | 1:16.859 | 1:15.374 | + 5.241 |
| 26     | 21 | Nicola Larini      | Osella          | 1:16.780 | 1:15.527 | + 5.394 |
| DNQ    | 32 | Oscar Larrauri     | EuroBrun-Ford   | 1:16.691 | 1:16.026 | + 5.893 |
| DNQ    | 9  | Piercarlo Ghinzani | Zakspeed        | 1:18.359 | 1:16.043 | + 5.910 |
| DNQ    | 26 | Stefan Johansson   | Ligier-Judd     | 1:17.438 | 1:16.110 | + 5.977 |
| DNQ    | 10 | Bernd Schneider    | Zakspeed        | 1:19.078 | 1:18.010 | + 7.877 |
| DNPQ   | 31 | Gabriele Tarquini  | Coloni-Ford     |          |          |         |
| Fonte: |    |                    |                 |          |          |         |

### Corrida
| Pos.   | Nº | Piloto             | Construtor      | Voltas | Tempo/Diferença | Grid | Pontos |
| ------ | -- | ------------------ | --------------- | ------ | --------------- | ---- | ------ |
| 1      | 12 | Ayrton Senna       | McLaren-Honda   | 65     | 1:33:16.367     | 3    | 9      |
| 2      | 5  | Nigel Mansell      | Williams-Judd   | 65     | + 23.344        | 11   | 6      |
| 3      | 19 | Alessandro Nannini | Benetton-Ford   | 65     | + 51.214        | 8    | 4      |
| 4      | 15 | Maurício Gugelmin  | March-Judd      | 65     | + 1:11.378      | 5    | 3      |
| 5      | 1  | Nelson Piquet      | Lotus-Honda     | 65     | + 1:20.835      | 7    | 2      |
| 6      | 17 | Derek Warwick      | Arrows-Megatron | 64     | + 1 volta       | 9    | 1      |
| 7      | 18 | Eddie Cheever      | Arrows-Megatron | 64     | + 1 volta       | 13   |        |
| 8      | 6  | Riccardo Patrese   | Williams-Judd   | 64     | + 1 volta       | 15   |        |
| 9      | 28 | Gerhard Berger     | Ferrari         | 64     | + 1 volta       | 1    |        |
| 10     | 2  | Satoru Nakajima    | Lotus-Honda     | 64     | + 1 volta       | 10   |        |
| 11     | 36 | Alex Caffi         | Dallara-Ford    | 64     | + 1 volta       | 21   |        |
| 12     | 33 | Stefano Modena     | EuroBrun-Ford   | 64     | + 1 volta       | 20   |        |
| 13     | 29 | Yannick Dalmas     | Lola-Ford       | 63     | + 2 voltas      | 23   |        |
| 14     | 30 | Philippe Alliot    | Lola-Ford       | 63     | + 2 voltas      | 22   |        |
| 15     | 23 | Pierluigi Martini  | Minardi-Ford    | 63     | + 2 voltas      | 19   |        |
| 16     | 4  | Julian Bailey      | Tyrrell-Ford    | 63     | + 2 voltas      | 24   |        |
| 17     | 27 | Michele Alboreto   | Ferrari         | 63     | Pane seca       | 2    |        |
| 18     | 25 | René Arnoux        | Ligier-Judd     | 62     | + 3 voltas      | 25   |        |
| 19     | 21 | Nicola Larini      | Osella          | 60     | Pane seca       | 26   |        |
| Ret    | 20 | Thierry Boutsen    | Benetton-Ford   | 38     | Transmissão     | 12   |        |
| Ret    | 16 | Ivan Capelli       | March-Judd      | 34     | Alternador      | 6    |        |
| Ret    | 11 | Alain Prost        | McLaren-Honda   | 24     | Handling        | 4    |        |
| Ret    | 3  | Jonathan Palmer    | Tyrrell-Ford    | 14     | Motor           | 17   |        |
| Ret    | 22 | Andrea de Cesaris  | Rial-Ford       | 9      | Embreagem       | 14   |        |
| Ret    | 14 | Philippe Streiff   | AGS-Ford        | 8      | Asa traseira    | 16   |        |
| Ret    | 24 | Luis Pérez-Sala    | Minardi-Ford    | 0      | Suspensão       | 18   |        |
| DNQ    | 32 | Oscar Larrauri     | EuroBrun-Ford   |        |                 |      |        |
| DNQ    | 9  | Piercarlo Ghinzani | Zakspeed        |        |                 |      |        |
| DNQ    | 26 | Stefan Johansson   | Ligier-Judd     |        |                 |      |        |
| DNQ    | 10 | Bernd Schneider    | Zakspeed        |        |                 |      |        |
| DNPQ   | 31 | Gabriele Tarquini  | Coloni-Ford     |        |                 |      |        |
| Fonte: |    |                    |                 |        |                 |      |        |

## Tabela do campeonato após a corrida
| Pos.   | Piloto           | Pontos |
| ------ | ---------------- | ------ |
| 1      | Alain Prost      | 54     |
| 2      | Ayrton Senna     | 48     |
| 3      | Gerhard Berger   | 21     |
| 4      | Nelson Piquet    | 15     |
| 5      | Michele Alboreto | 13     |
| Fonte: |                  |        |

| Pos.   | Equipe          | Pontos |
| ------ | --------------- | ------ |
| 1      | McLaren-Honda   | 102    |
| 2      | Ferrari         | 34     |
| 3      | Benetton-Ford   | 17     |
| 4      | Lotus-Honda     | 16     |
| 5      | Arrows-Megatron | 10     |
| Fonte: |                 |        |

- Nota: Somente as primeiras cinco posições estão listadas. Entre 1981 e 1990 cada piloto podia computar onze resultados válidos por temporada não havendo descartes no mundial de construtores.